# مارکسیسم و مذهب
کارل مارکس، متفکر آلمانی قرن نوزدهمی، بنیان‌گذار و نظریه‌پرداز اصلی مارکسیسم، نگرشی پیچیده و ضد و نقیض نسبت به دین داشت. وی در وهلهٔ اول دین را «افیون توده‌ها» و «روحِ شرایط بی‌روح» می‌دانست که برای طبقهٔ حاکم مفید است، زیرا هزار سال بود که به طبقهٔ کارگر امیدهای دروغین می‌داد. در عین حال، مارکس دین را به عنوان نمودی از اعتراض طبقهٔ کارگر نسبت به وضعیت اقتصادی نامناسب و ازخودبیگانگی‌شان، در نظر می‌گرفت. در تعبیر مارکسیست-لنینیستی از نظریهٔ مارکسیستی، که بخشی عمده از آن توسط گرجستانی انقلابی و رهبر شوروی جوزف استالین، توسعه یافته است، به دین، به صورت مانعی که پیشرفت بشری را کند می‌کند نگریسته می‌شود. به همین دلیل، تعدادی از حکومت‌های مارکسیست-لنینیست قرن بیستمی، از جمله شوروی پس از ولادیمیر لنین و جمهوری خلق چین تحت رهبری مائو تسه‌تونگ، بی‌خدایی حکومتی را در دستور کار قرار دادند.

## نگرش کارل مارکس به مذهب
دیدگاه‌های کارل مارکس به مذهب، موضوع تفسیرهای بسیاری بوده‌اند. او در بخشی مشهور از «نقد فلسفه حق هگل» می‌نویسد:
رنج مذهبی، در آن و عین حال، تجلی رنج حقیقی و اعتراضی به رنج حقیقی است. دین آهِ مخلوق مظلوم، قلب دنیایی سنگ دل، و روح شرایط بی‌روح است. [دین] افیون توده‌هاست.

نابودی دین، که بانی خرسندی دروغین توده‌هاست، خواسته‌ای در راستای [تحقق] خرسندی حقیقی آن‌هاست. دعوت آنان به دست کشیدن از توهمات دربارهٔ وضعیت خود، همانا فراخوانی برای رهایی از وضعیتی است که وهم لازمهٔ آن است. بدین ترتیب نقد دین، در نطفهٔ آن، نقد اشک‌های دروغینیست که دین هالهٔ مقدس آن است.

نقد [دین] گُل‌های خیالی نشسته بر زنجیر آن را پرپر کرده، نه از آن رو که انسان باید آن زنجیر را بدون [وجود] وهم و تسلی‌بخشی با خود بکشد، بلکه مگر زنجیر را به دورافکنده و گل‌های حقیقی از شاخه برچیند. نقد مذهب، انسان را از وهم دین رها می‌کند تا بیندیشد، عمل کند، تا واقعیتش را همچون شخصی به‌خود آمده و خودبازیافته برنشاند، تا بر گِرد خویش، و بر گرد خورشید راستین خویش بگردد. دین، تنها خورشید دروغینیست که که بر گرد انسان می‌گردد، مادامی که وی بر گرد خود نگردد.
به اذعان هاوارد زین، دیدگاه مارکس نسبت به دین، «همیشه به شکل عبارتی مانند «دین افیون خلق است»، منفی نبود، بلکه نظر مثبت وی به دین در جایی که از آن به عنوان «آهِ مخلوق به تنگنا درآمده»، «جان جهان شقاوت بار» و «روح اوضاع بی‌روح» یاد می‌کند، قابل مشاهده است. این به فهم محبوبیت گستردهٔ شارلاتان‌ها مذهبی در تلویزیون، و همچنان تأثیر الهیات آزادی‌بخش در پیوند زدن روحیهٔ مذهبی به انرژی جنبش‌های انقلابی در کشورهای بسیار فقیر کمک می‌کند». برخی تحقیقات جدید بر این نظراند که عبارت «افیون توده‌ها» خود استعاره‌ای دیالکتیکی ست؛ یک «اعتراض» [به] و یک «تجلی» [از] رنج.

## نگرش ولادیمیر لنین به مذهب
برخورد ولادیمیر لنین با دین بسیار منتقدانه بود، او در کتابش دین می‌گوید:

آتئیسم، بخشی طبیعی و جدانشدنی از مارکسیسم و همچنین بخشی طبیعی و جدانشدنی از سوسیالیسم علمی در عمل است.

لنین در نگرش حزب کارگران به دین چنین می‌نویسد:

دین افیون توده‌ها است؛ این گفتهٔ مارکس یکی از اساسی‌ترین قسمت‌های نگرش مارکسیسم به دین است. تمامی ادیان و مذاهب معاصر و تمامی سازمان‌های دینی و مذهبی از دید مارکسیسم چیزی بیش از ارگان‌هایی ارتجاعی و بورژوا نیستند و در عمل کاربردی به جز دفاع از استثمار شدن کارگران ندارند.

با این‌که دید لنین به دین انتقادی بود، او به‌طور مشخص در برنامه ما دین را شامل نکرد:

در هیچ شرایطی ما نباید سؤال دین را به صورت چکیده، ایده‌آلیست و به صورت سؤالی «روشنفکرانه» که هیچ ارتباطی به طبقه کارگر ندارد جلوه دهیم، به شکلی که دموکرات‌های رادیکال بورژوازی این سؤال را جلوه داده‌اند. احمقانه است اگر فکر کنیم در جامعه ای که بنیادش استثمار و ستم کارگران است، تعصب‌های دینی فقط از طریق تبلیغات از بین خواهند رفت. کوته‌فکری‌ای بورژوا می‌بود، اگر فراموش می‌کردیم که بار سنگین دین برای بشریت محصول و انعکاس بار سنگین اقتصاد در جامعه هست. اگر نبرد علیه نیروهای اهریمنی سرمایه‌داری فکر پرولتاریا را روشن نکند، هیچ چیز نمی‌تواند فکرش را روشن کند. اتحاد در این نبرد انقلابی ستم دیدگان برای ساخت بهشت بر روی زمین، برای ما مهم‌تر است تا اتحاد برای باور در بهشت آسمانی.

## نگرش نیکولای بوخارین و ایوگنی پروبراژنسکی به مذهب
در کتاب تأثیر برانگیزشان الفبای کمونیسم، نیکولای بوخارین و ایوگنی پروبراژنسکی چنین نوشتند: «دین با کمونیسم ناسازگار است.» گرچه، تأکید بر سکولاریسم و برخورد غیر خشونتی علیه دین گذاشته‌شد:

اما کمپین علیه عقب ماندگی توده‌ها در موضوع دین، باید با صبر و حساسیت پیش رود، همان‌طور که با انرژی و استقامت پیش می‌رود. جامعه به هر چیزی که به احساساتش ضربه می‌زند، بسیار حساس است. تحمیل کردن آتئیسم بر توده‌ها و مسخره کردن عرف‌های مذهبی، نه تنها به گسترش آتئیسم کمکی نمی‌کند، بلکه جلوی آن را نیز می‌گیرد. اگر کلیساها محکوم شوند، [این امر] موجب ایجاد همدردی میان توده‌ها خواهد شد، چراکه یک محاکمه، توده‌ها را به یاد روزهایی می‌اندازد که بین دین و دفاع ملی اتحادی وجود داشت؛ چنین عملی یهودی‌ستیزی را تقویت می‌کند و در مجموع برای ایده‌ای که اکنون در حال مرگ است، بسیج فراهم می‌کند.

## مذهب در دولت‌های خودخواندهٔ «مارکسیست»

### مذهب دراتحاد جماهیر شوروی
از زمان انقلاب بلشویکی ۱۹۱۷، دو مورد از مهم‌ترین و در عین حال کمتر درک شده تأثیر فرهنگی این انقلاب، فلسفه و دین بوده است. این تأثیر البته نه‌تنها در اتحاد جماهیر شوروی بلکه بعد از جنگ جهانی دوم در اروپای شرقی که تحت سلطه شوروی بود نیز عظیم بوده است. آثار کمونیسم برای فلسفه و دین در سراسر مدار اتحاد جماهیر شوروی به دور از کم پرداختن است و توسط کلیشه‌های مارکسیسم یکپارچه و پی‌درپی و خردکننده به کلیسا و ایمان شیطانی حمله شده است. بدون تردید مارکسیسم فلسفه حاکم در سراسر اروپای شرقی است. در اتحاد جماهیر شوروی، مارکسیسم-لنینیسم یا ماده گرایی دیالکتیکی فلسفه رسمی و تنها تحمل‌پذیر است و بسیاری از کشورهای اروپای شرقی از نظر شوروی در فلسفه مانند سایر زمینه‌ها پیروی می‌کنند. اما در کشورهای مارکسیسم تنها پس از جنگ جهانی دوم تحمیل شد و گسترش آن همیشه از مدل شوروی کپی برداری نکرده است. متفکران اصیل در یوگسلاوی، چکسلواکی، لهستان و مجارستان از طریق نوشته‌های مارکس و پیروان او راه خود را اندیشیده‌اند و به مواضع مارکسیستی رسیده‌اند که به نظر می‌رسد اغلب با یکدیگر با تفسیرهای اتحاد جماهیر شوروی مغایرت داشته باشد - به‌علاوه در سال های‌اخیر (در آن سال‌های اخیر نوشتن کتاب، سال ۱۹۷۴) خود فیلسوفان شوروی نتوانسته‌اند دیدگاه‌های مطرح شده توسط شرق شوروی تأثیر گذاشته غرب را نادیده بگیرند.
اتحاد جماهیر شوروی یک دولت بی‌خدا بود که در آن، مذهب به شدت پرهیز شده و با پیروان ادیان، گاهی با شدت برخورد می‌شد. براساس منابع مختلف در شوروی و غرب، بیش از یک سوم مردم این کشور اعتقادات مذهبی خود، مسیحیت و اسلام با بیشترین تعداد پیروان، را حفظ کرده بودند. مسیحیان از فرقه‌های مختلف بودند: ارتدوکس‌ها با بیشترین تعداد پیروان، کاتولیک‌ها، تعمیدیون و سایر فرقه‌های پروتستان در رده‌های بعد. اکثریت مسلمانان، سنی بودند و یهودیت نیز پیروان فراوانی داشت. سایر ادیان مانند بودایی و شمن‌باوری پیروان به مراتب کمتری داشتند. با این حال باید توجه داشت که پس از ۱۹۴۱ و در دوران استالین، آزار و تبعیض مذهبی به شدت کاهش یافت. دولت استالین برای به دست آوردن حمایت توده‌ها در جریان جنگ جهانی دوم، هزاران معبد را بازگشایی و انجمن رزمنده‌های آتئیست را منحل کرد. در طول حکومت خروشف، آتئیست‌ها پروپاگاندای خودرا به‌طور محدودی از سرگرفتند و در طول سال‌های برژنف روش ملایم‌تری را اتخاذ کردند.
نقش دین در زندگی روزمرهٔ شهروندان شوروی بسیار متفاوت بود، با این حال دو سوم جمعیت شوروی غیر مذهبی بودند. حدود نیمی از مردم، از جمله اعضای حزب کمونیست حاکم و مقامات بلندپایهٔ دولتی، اذعان به بی‌خدایی داشتند. در نظر اکثر شهروندان شوروی، مذهب غیرضروری شناخته می‌شد. تا پیش از فروپاشی در اواخر سال ۱۹۹۱، آمار رسمی مذهب در اتحاد جماهیر شوروی در دسترس نبود. بی‌خدایی دولتی در شوروی با عنوان gosateizm شناخته می‌شد.

### مذهب در آلبانی
انور خوجه آلبانی را دولتی بی‌خدا اعلان کرد. در دورهٔ نو شکوفایی ملی، دین از سوی دولت آلبانی، در راستای منافع ملی‌گرایانه تشخیص داده شده و ملی‌گرایی نیز، تهدیدی از جانب بیگانگان نسبت به فرهنگ آلبانی به حساب می‌آمد. در اواخر قرن نوزدهم، زمانی که آلبانی تبدیل به یک کشور شد، به منظور متحد و یکپارچه کردن هر چه بهتر مردم، ادیان سرکوب شدند. همچنین ملی‌گرایی نیز برای توجیه مواضع کمونیستی دولت آتئیست حاکم در سال‌های ۱۹۶۷ تا ۱۹۹۱ مورد استفاده قرار گرفت. این سیاست به صورتی بنیادی در درون مرزهای آلبانی محسوس و تأثیرگذار بود و در انتها نیز منجر به بی‌دینی قشر عظیمی از جامعهٔ آلبانیایی‌ها شد.

### مذهب در جمهوری خلق چین
جمهوری خلق چین در سال ۱۹۴۹ میلادی تأسیس شد و در بخشی اعظم از تاریخچهٔ ابتدایی آن، نسبت به مذهب، که به دید نشانه‌ای از فئودالیسم و استعمار خارجی نگریسته می‌شد، برخوردی خصمانه داشت. عبادتگاه‌ها از جمله معابد، مساجد و کلیساها، به ساختمان‌های غیرمذهبی با کاربردهای سکولار تبدیل شدند. با این حال، این مواجههٔ خصمانه در اواخر دههٔ ۱۹۷۰ و با پایان برنامهٔ انقلاب فرهنگی، به شکلی قابل ملاحظه تعدیل شد. قانون اساسی مصوب در سال ۱۹۷۸ جمهوری خلق چین، «آزادی مذهبی» را در کنار محدودیت‌هایی اندک تضمین کرد. از اواسط دههٔ ۱۹۹۰ یک برنامه گسترده برای بازسازی معابد بودایی و تائویی در چین، که در زمان انقلاب فرهنگی تخریب شده بودند، به راه افتاد. با این حال، حتی امروزه نیز حزب کمونیست چین صریحاً بی‌خدا است، مذهب تحت کنترلی سخت‌گیرانه قرار دارد و تنها کلیساها، مساجد و معابد دولتی خاص دارای مجوز هستند.

### مذهب در کامبوج

#### جمهوری کامبوج
پل پوت رهبر رژیم خمرهای سرخ، مذهب بودایی کامبوجی را سرکوب کرد؛ راهبان خلع لباس شده و معابد و سازه‌ها، از جمله مجسمه‌های بودا، نابود شدند و مردمانی که تمایلات مذهبی دیگری داشته یا آن‌ها را ابراز می‌کردند، اغلب کشته می‌شدند. جوامع مسلمان و مسیحی نیز در میان گروه‌هایی بودند که بیشترین میزان آزار و اذیت را متحمل شدند. کلیسای جامع کاتولیک رومی در پنوم پن نیز نابود شد. خمرهای سرخ، مسلمانان را مجبور به خوردن گوشت خوک می‌کردند، گوشتی که تغذیه آن در شریعت مسلمانان حرام است، و بیشتر افرادی که از این عمل اجتناب می‌کردند، مانند کشیش‌های مسیحی و روحانیون مسلمان اعدام می‌شدند.

#### جمهوری خلق کامپوچیا
پس از سرنگونی خمرهای سرخ، یک دولت سوسیالیستی، که بیشتر بازتاب دهندهٔ ارزش‌های مشترک با ویتنام و متحدان اتحاد جماهیر شوروی بود، در کامبوج تشکیل شد. سرکوب گروه‌های مذهبی تقریباً به پایان رسید و روابط بین گروه‌های مذهبی و جمهوری خلق کامپوچیا در طول موجودیتش، تا یک دهه بعدتر و زمان استقرار مجدد سلطنت، بسیار خنثی‌تر بود.

### مذهب در لائوس
در مقایسه با سرکوب خشن سانگا (فرقه‌های بودایی) در کامبوج، دولت کمونیست لائوس هرگز به‌طور جدی به مخالفت یا سرکوب مذهب بودایی در لائوس نپرداخت، بلکه از همان روزهای نخستین، مقامات کمونیستی پاتت لائو به دنبال استفاده از نفوذ و احترام به روحانیت بودایی برای رسیدن به اهداف سیاسی بودند، چرا که کمرنگ و بی اثر کردن مذهب، برای اهداف مارکسیستی زیان آور شناخته شده بود.
از همان ابتدای دهه ۱۹۵۰، اعضای پاته لئو با ایجاد اتحاد بین اعضای فرقهٔ بودایی لائوس و جبهه مقاومت کمونیست، سعی در ترغیب حمایت از جنبش کمونیستی داشتند. با وجود مخالفت دولت سلطنتی لائوس، این تلاش‌ها نسبتاً موفقیت‌آمیز بود و منجر به افزایش حمایت از پاتت لائو، به ویژه در جوامع روستایی شد.

## کمونیسم و ادیان

### کمونیسم و مسیحیت
هیچ چیز ساده‌تر از آن نیست که به پرهیزکاری مسیحی رنگ و لعابی سوسیالیستی بدهیم. مگر مسیحیت خطابه‌های پرشوری علیه مالکیت خصوصی، علیه ازدواج و علیه دولت سر نداده؟ مگر به جای این‌ها، مردم را به صدقه و فقر، تجرد و ریاضت جسمی، زندگی رهبانی و کلیسای مادر موعظه نکرده؟ سوسیالیسم مسیحی چیزی نیست جز آب مقدسی که کشیش به وسیلهٔ آن خشم و حسادت اشراف را تقدیس می‌کند.
— کارل مارکس و فریدریش انگلس، مانیفست کمونیست

کمونیسم مسیحی را می‌توان به نوعی، فرم رادیکال سوسیالیسم مسیحی دانست. این نظریه، یک نظریهٔ الهیاتی و سیاسی بر اساس تعالیم عیسی مسیح است که مسیحیان را تهییج می‌کند تا از کمونیسم، به عنوان نظام اجتماعی ایدئال، حمایت کنند. گرچه در مورد تاریخ دقیق پایه‌گذاری کمونیسم مسیحی اتفاق نظری وجود ندارد، اما بسیاری از کمونیست‌های مسیحی مدعی‌اند شواهدی برگرفته از کتاب مقدس حاکی از آنند که نخستین مسیحیان، از جمله حواریون، جوامع کوچک کمونیستی خود را در سال‌های پس از مرگ و رستاخیز مسیح، تشکیل دادند. بدین ترتیب، بسیاری از حامیان کمونیسم مسیحی استدلال می‌کنند که این نظریه جزو تعالیم مسیح بوده و توسط حواریون نیز به اجرا درآمده است.
فریدریش انگلس در کتاب تکامل سوسیالیسم از تخیل به علم به مقایسهٔ سیستم اشتراکی اتوپیاییِ برخی جوامع مسیحی ابتدایی با جنبش کمونیستی دوران مدرن می‌پردازد؛ یک جنبش کمونیستی علمی، به نمایندگی از پرولتاریا در این دوره و دگرگونی‌هایی تاریخی-جهانی جامعه آن. انگلس به برخی شباهت‌ها و تفاوت‌ها میان این دو اشاره می‌کند.

#### الهیات آزادی‌بخش
در دهه‌های پنجاه و شصت میلادی، الهیات آزادی‌بخش عرف سیاسی الهیات‌دانان آمریکای لاتین بود که از میان آن‌ها می‌توان گوستاو گوتیرز (از پرو)، لئوناردو بف (از برزیل)، خوان لوئیس سگوندو (از اروگوئه) و جان سابرینو (از اسپانیا) را نام برد که عبارت «حق انتخاب برای فقرا» را مطرح کردند. الهیات آزادی‌بخش، شامل تلفیقی از الهیات مسیحی و تحلیل‌های اجتماعی و اقتصادی است که بر نگرانی اجتماعی برای فقرا تأکید دارد و از آزادی‌بخشی ستمدیدگان حمایت می‌کند. الهیات آزادی‌بخش علاوه بر این که یک مضمون الهیاتی است، اغلب با کنش سیاسی پایا، در پیوند بوده است.
در حالی که الهیات آزادی‌بخش بیشترین تأثیر را در آمریکای لاتین به جای گذاشت، به بخش‌های دیگر جهان نیز بسط داده شد که از میان آن‌ها می‌توان به الهیات سیاه در آمریکا و آفریقای جنوبی، الهیات آزادی‌بخش فلسطینی، الهیات دالیت در هند و الهیات مینجونگ در کره جنوبی اشاره کرد.

### کمونیسم و یهودیت
در طول جنگ داخلی روسیه، به یهودیان به چشم طرفداران کمونیست‌ها نگاه می‌شد و هزاران نفر از آنان در نوعی پوگروم، توسط ارتش سفید قتل‌عام شدند. در دههٔ ۵۰ میلادی، طی دوران وحشت سرخ در ایالات متحده آمریکا، نماینده کمیته یهودیان آمریکا به کمیته قدرتمند فعالیت‌های غیرآمریکایی اطمینان داد که یهودیت و کمونیسم کاملاً ناسازگارند.
از سوی دیگر، برخی یهودیان ارتدوکس، از جمله تعدادی از شخصیت‌های برجسته مذهبی، به شکلی فعال حامی نسخه‌های آنارشیستی یا مارکسیستی از کمونیسم، بوده‌اند. افرادی مانند: خاخام یهودا اشلگ، هوادار صریح کمونیسم لیبرترین، ایزاک استینبرگ، رهبر انقلابی و یهودی سرزمین‌خواه روس و خاخام ابراهیم بیک، فعال کمونیست آمریکایی.

### کمونیسم و اسلام
در فاصلهٔ میان سال‌های ۱۹۴۰ تا ۱۹۶۰، کمونیست‌ها و اسلام‌گرایان به منظور مقابله با استعمار و رسیدن به استقلال ملی، گاهی با یکدیگر متحد می‌شدند.
حزب کمونیست توده ایران، در جریان شورش سرانجام موفقیت‌آمیز علیه محمدرضا پهلوی با اسلام گرایان متحد بود، هرچند پس از سرنگونی شاه، اسلام‌گرایان به متحدان سابق خود پشت کردند. با این حال حزب کمونیست اسلام‌گرای تبعیدی سازمان مجاهدین خلق ایران که از مخالفان جمهوری اسلامی است، همچنان در مرکز فرماندهی خود در اردوگاه تیرانا، تاحدودی صاحب قدرت است.
فیلسوف کمونیست میر سعید سلطان قالی‌یئو، از شاگردان ژوزف استالین در کمیساریای خلق در امور ملیت‌ها (نارکومنتس) بود و در ژورنال نارکومنتس، زندگی ملل، مقالاتی می‌نوشت.

### کمونیسم و بهائیت
شباهت‌ها و تفاوت‌های بسیاری میان این دو مکتب فکری وجود دارد، اما از بزرگ‌ترین اشتراکات، دورهٔ زمانی‌ای است که هر دو ایدئولوژی در آن پایه‌گذاری شده‌اند. همچنین از دیگر شباهت‌های این دو می‌توان به بعضی از دیدگاه‌های اجتماعی و اقتصادی اشاره کرد. کتابی توسط انجمن مطالعات بهائی، به صورت دیالوگ میان دو مکتب به تحریر درآمده است. تحقیقات نشان می‌دهد که بهائیت، به عنوان یک مانیفست تعلیمی و جامعه‌ای متأخراً سازمان یافته، حائز ماهیتی دربرگیرنده عناصر فکری خاصی است که در برخی مباحث، مشابهت‌هایی با خطوط فکری مارکسیستی، آنارشیستی و لیبرترینیسم نوین، در آن دیده می‌شود. بعضی این عناصر عبارتند از: فقدان روحانیت و تم‌های ایدئولوژیک مشابه با مکاتب فکری موتوالیسم (همیاری متقابل)، سوسیالیسم لیبرترین و فدرالیسم دموکراتیک.

### کمونیسم و بودیسم
برخی بودیسم و کمونیسم را با یکدیگر سازگار دانسته‌اند، چون می‌توان نتیجه گرفت هر دو خداناباورانه‌اند و دیدگاه‌های مشابهی نسبت به دنیای طبیعت و ارتباط ذهن و ماده دارند.
با این وجود، بوداییان در حکومت‌های کمونیستی، خصوصاً در چین، مغولستان و کامبوج در زمان خمرهای سرخ، همچنان هدف آزار و اذیت بوده‌اند.
بسیاری از طرفداران ویت کنگ، بوداییانی بودند که شدیداً از وحدت ویتنام هواداری می‌کردند. علت مخالفت خیل عظیمی از آن‌ها با ویتنام جنوبی، آزار بوداییان به دستور رئیس‌جمهور سابق ویتنام جنوبی، نگو دین دیم، در اوایل دههٔ ۱۹۶۰ میلادی بود.
به رغم فشارهای بسیاری که دولت چین، پس از ظهور مائو تسه‌تونگ و اجرای برنامه انقلاب فرهنگی بر مردم تبّت وارد کرده است، دالایی لامای فعلی، تنزین جیاتسو، نظرات مثبتی نسبت به مارکسیسم ابراز می‌کند.

## نقد دینی به کمونیسم
عده‌ای کمونیسم را به خاطر ماهیت ظاهراً خداناباورانه‌اش به سرکوب ادیان متهم می‌کنند؛ درحالی‌که عده‌ای بر این باورند که کمونیسم، خود یک دین است.

### کمونیسم بی‌خدا
در طی دوران وحشت سرخ دوم، هراس از «کمونیست‌های بی‌خدا» به یک اپیدرم مبدل شد و همچنین تهدیدی برای ایالات متحده در یک جهان در حال تغییر به حساب می‌آمد. با بیشتر شدن نگرانی‌ها نسبت به تهدید سبک زندگی آمریکایی از سوی کمونیست‌های بی‌خدا و ماتریالیسم، «انتخاب بین آمریکانیسم و کمونیسم ضروری بود، بدون هیچ محلی برای سازش.»